# Baarle-Hertog
Baarle-Hertog là một đô thị ở tỉnh Antwerp. Đô thị này chỉ gồm thị trấn Baarle-Hertog proper. Tại thời điểm ngày 1 tháng 1 năm 2006, Baarle-Hertog có dân số 2.306 người. Tổng diện tích là 7,48 km² với mật độ dân số là 308 người trên mỗi km².
Baarle-Hertog nổi tiếng có biên giới phức tạp với Baarle-Nassau ở Hà Lan. Đô thị này gồm 24 khoảng đất tách biệt nhau. Ngoài khu đất chính (Zondereigen) tọa lạc về phía bắc của thị xã thuộc Bỉ Merksplas, có 20 khu đất nằm lọt trong lãnh thổ khác thuộc Bỉ ở Hà Lan và 3 khu đất nằm ở biên giới Hà Lan-Bỉ. Có 7 khu đất của Hà Lan nằm lọt trong lãnh thổ Bỉ. Biên giới này quá phức tạp đến nỗi có nhiều ngôi nhà bị chia đôi giữa hai quốc gia. Có những nhà hàng theo luật Hà Lan thì phải đóng cửa sớm hơn bên Hà Lan thì thực khách chỉ cần chuyển sang bàn khác thuộc phía Bỉ có thể tiếp tục thưởng thức bữa ăn.

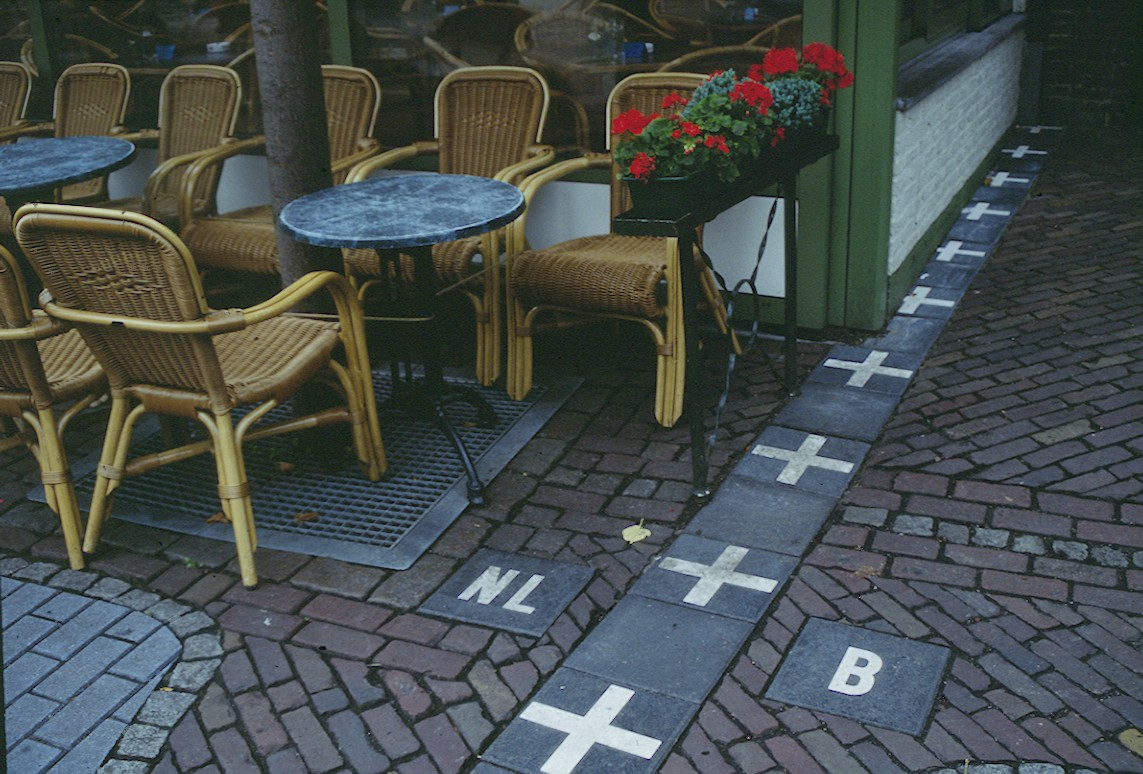
Quán cà phê ở Baarle-Nassau, cho thấy biên giới giữa Bỉ và Hà Lan.

|  |